# Mandibulotomia
Mandibulotomia - przecięcie żuchwy, wykonywane najczęściej jako jeden z etapów operacji otolaryngologicznych umożliwiających dojście do następujących przestrzeni twarzoczaszki:
- przestrzeni przygardłowej
- części ustnej gardła
- dna jamy ustnej
- nasady języka

Istnieją dwa typy mandibulotomii:
- mandibulotomia środkowa - przecięcie żuchwy przeprowadzane jest ku przodowi od otworu bródkowego
  - mandibulotomia pośrodkowa - cięcie przeprowadzane jest pomiędzy siekaczami
  - mandibulotomia paraśrodkowa - cięcie żuchwy wykonuje się pomiędzy siekaczem a kłem
- mandibulotomia boczna - przecięcie żuchwy wykonywane jest do tyłu od otworu bródkowego, obecnie bardzo rzadko wykonywana z powodu licznych powikłań

Wykonuje się ją najczęściej metodą schodkową (step) - rozcięcie kości żuchwy ma przebieg schodkowy. Taki typ rozcięcia umożliwia potem jej prawidłowy zrost. Po wykonanej mandibulotomii i dotarciu do określonej przestrzeni twarzoczaszki, pod koniec operacji żuchwę zespala się ponownie (osteosynteza).

Przeczytaj ostrzeżenie dotyczące informacji medycznych i pokrewnych zamieszczonych w Wikipedii.